# Ballyjamesduff
Ballyjamesduff (iriska: Baile Shéamais Dhuibh) är en ort i grevskapet Cavan i den centrala delen av Irland. Orten är belägen vid väg R194. Tätorten (settlement) Ballyjamesduff hade 2 661 invånare vid folkräkningen 2016.